# Palatul Korongy din Caransebeș
Palatul Korongy din Caransebeș este un monument istoric aflat pe teritoriul municipiului Caransebeș.